# Ryosuke Irie
Ryosuke Irie, född 24 januari 1990 i Osaka, är en japansk simmare.
Irie blev olympisk silvermedaljör på 200 meter ryggsim vid sommarspelen 2012 i London.
Vid olympiska sommarspelen 2020 i Tokyo tog Irie sig till final och slutade på 7:e plats på 200 meter ryggsim. Han slutade även på delad 9:e plats på 100 meter ryggsim samt var även en del av Japans lag som slutade på 6:e plats på 4×100 meter medley.